# Aminoacylo-tRNA

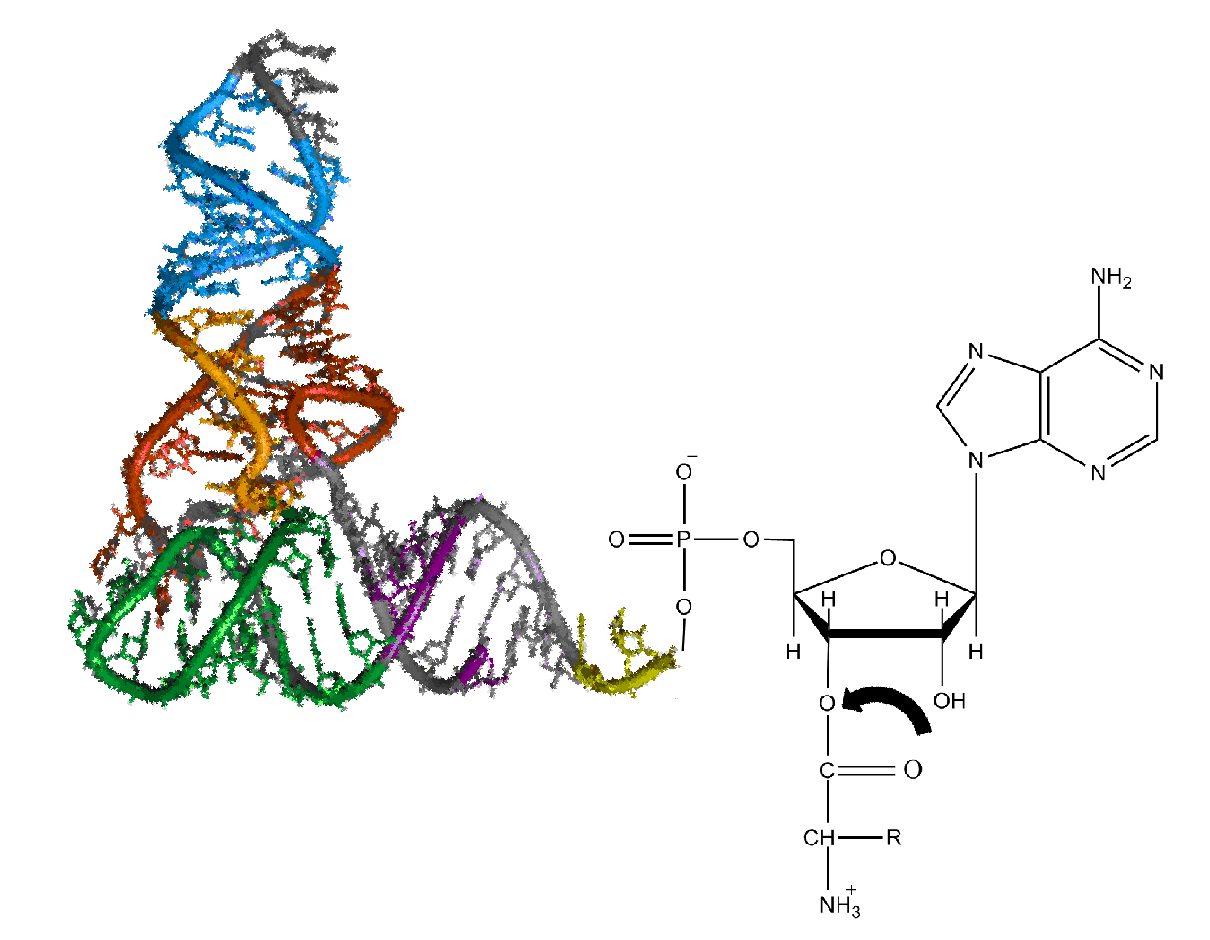
Aminoacylo-tRNA. Pokazano wzór strukturalny ostatniego nukleotydu i związanego wiązaniem estrowym aminokwasu

Aminoacylo-tRNA – organiczny związek chemiczny, uczestniczący w procesie translacji w cytoplazmie komórek. Rolą aminoacylo-tRNA jest dostarczenie aktywowanego aminokwasu do odpowiedniego miejsca na rybosomie. W przypadku inicjatorowego tRNA jest to miejsce P (peptydowe) a w przypadku pozostałych aminoacylo-tRNA jest to miejsce A (aminokwasowe).

## Synteza
Aminoacylo-tRNA powstaje przez utworzenie wiązania estrowego pomiędzy grupą karboksylową aminokwasu a grupą 2' lub 3'-OH reszty adenozyny znajdującej się w sekwencji CCA na 3' końcu ramienia akceptorowego tRNA. Reakcja powstawania tego związku jest endoenergetyczna (aktywacja aminokwasu wymaga dostarczenia energii z ATP). Do jej zajścia wymagana jest obecność swoistego enzymu – syntetazy aminoacylo-tRNA. Reakcja syntezy aminoacylo-tRNA przebiega w dwóch etapach, katalizowanych przez specyficzną dla danego aminokwasu syntetazę aminoacylo-tRNA. W każdym z etapów konieczna jest energia jednego wiązania wysokoenergetycznego ATP:
1. Utworzenie aminoacylo-AMP: aminokwas + ATP ⇌ aminoacylo-AMP + PPi
2. Utworzenie aminoacylo-tRNA: aminoacylo-AMP + tRNA → aminoacylo-tRNA + AMP

Sumaryczne równanie aminoacylacji-tRNA wygląda następująco:
aminokwas + tRNA + ATP + H2O ⇌ aminoacylo-tRNA + AMP + 2Pi

## Przykłady modyfikacji aminoacylo-tRNA
- U prokariotów reszta metioniny przyłączona do tRNA inicjatorowego ulega formylacji dając N-formylometionylo-tRNA[4].
- U prokariotów i eukariotów reszta seryny w serynylo-tRNA może być przekształcana w selenocysteinę[5].